# Вельвет

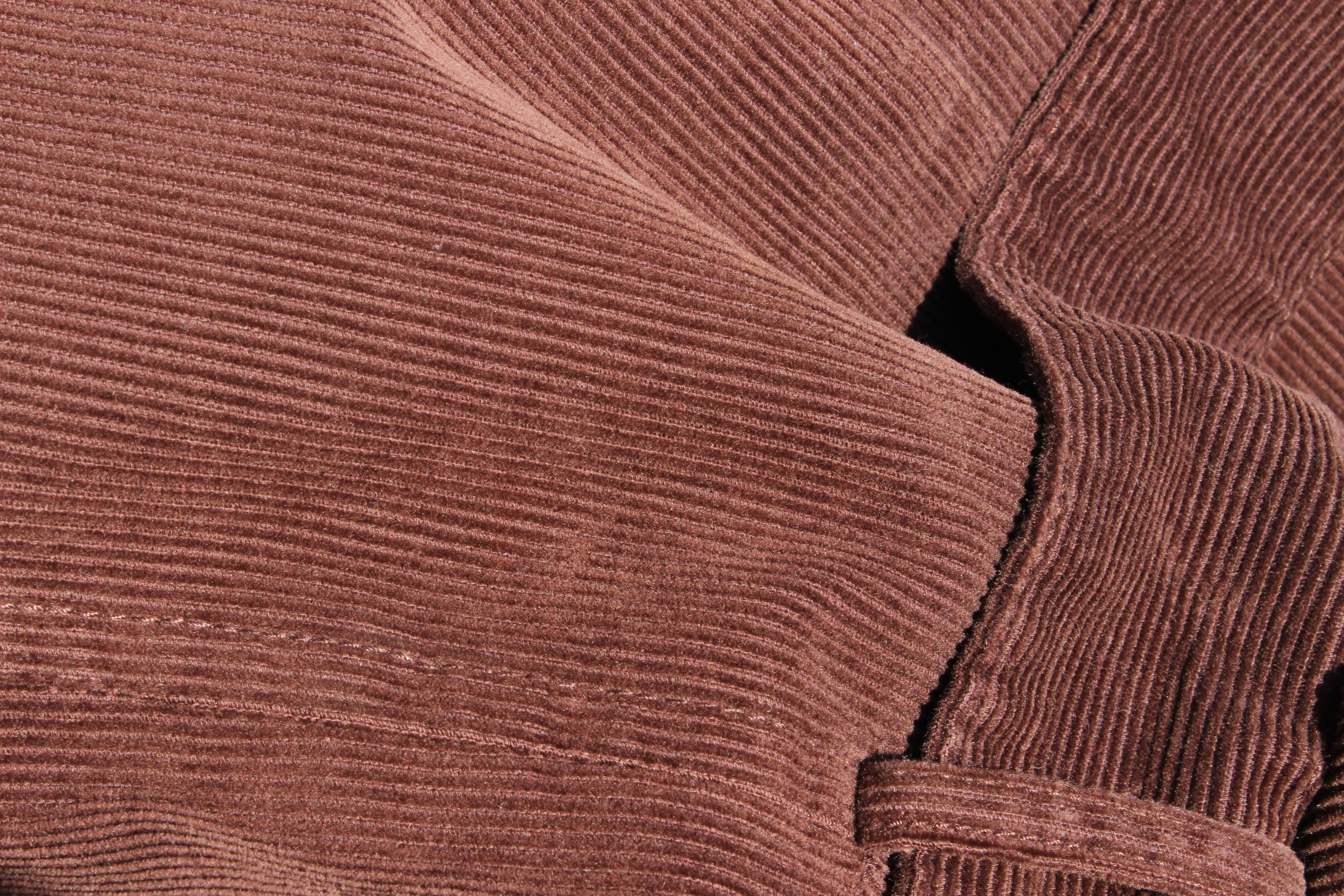
Вельвет

Вельве́т (англ. velvet — «оксамит») — бавовняна тканина з густим ворсом і поздовжніми рубчиками на лицьовій стороні, за фактурою нагадує оксамит. Використовується для пошиття одягу та взуття.